# Arcs de cercles complémentaires
Arcs de cercles complémentaires est une œuvre du sculpteur français François Morellet située à Paris, en France. Créée et installée en 1999 dans les jardins des Tuileries, il s'agit d'une installation d'un ensemble de six arcs de marbre formant une courbe fragmentée.

## Description
L'œuvre prend la forme de six « arcs » en marbre de Carrare. Chacun de ces arcs est destiné à être placé au sommet de l'une des voûtes des contreforts, à l'entrée du jardin. Œuvre « in situ », elle forme dans son ensemble une courbe fragmentée qu'il est difficile d'appréhender dans sa totalité depuis un unique point de vue.
D'après l'auteur, la courbe de l'œuvre fait référence à l'autre courbe formée par les grands plans inclinés qui se développent le long des contreforts.

## Localisation
L'œuvre est installée en haut des voûtes, le long des contreforts de l'entrée du jardins des Tuileries, côté place de la Concorde. L'un des arcs couronne le buste de Le Nôtre.

## Historique
Arcs de cercles complémentaires est une œuvre de François Morellet et date de 1999. Commande publique de l'État français, elle est installée cette année-là dans les jardins des Tuileries.

## Artiste
François Morellet (né en 1926 à Cholet en France) est un plasticien contemporain français. Il est considéré comme l'un des acteurs majeurs de l'abstraction géométrique de la seconde moitié du XXe siècle et un précurseur du minimalisme. Le sujet de la fragmentation, dont Arcs de cercles complémentaires, est un thème que Morellet a régulièrement employé.